# Max Kepler
Maximilian „Max“ Kepler-Rozycki (* 10. Februar 1993 in Berlin) ist ein deutscher Baseballspieler, der seit Ende 2024 bei den Philadelphia Phillies in der MLB unter Vertrag steht. Der Outfielder, der mitunter auch als First Baseman eingesetzt wird, gilt als eines der größten europäischen Talente. Er kam im September 2015 erstmals für die Twins in der Major League Baseball (MLB) zum Einsatz.

## Leben
Max Kepler ist Sohn der gebürtigen Texanerin Kathy Kepler und des gebürtigen Polen Marek Różycki, die beide zur ersten Garde der Deutschen Oper Berlin gehörten, wo sie sich auch kennenlernten. Er hat eine jüngere Schwester namens Emma. Kepler begann das Baseballspielen während seiner Zeit an der John-F.-Kennedy-Schule, einer deutsch-amerikanischen Schule in Berlin-Zehlendorf, die er gemeinsam mit dem späteren Fußballprofi John Anthony Brooks besuchte. Neben Baseball bei den SCC Berlin Challengers (2002–2004) und Berlin Sluggers (2005–2007) betrieb er auch andere Sportarten aktiv, wie etwa Tennis. Unter anderem war er Fußballtorwart in der Jugend von Hertha BSC, bezeichnet sich selbst aber gleichwohl als Fan von Borussia Dortmund. Kepler war 2017 bis 2019 in einer Beziehung mit der Fußballspielerin Abby Dahlkemper.

## Karriere

### Regensburg Legionäre
Ab dem Jahr 2008 besuchte Kepler das Baseballinternat der Regensburg Legionäre und war bereits früh für das Team in der Baseball-Bundesliga und in der 2. Bundesliga aktiv. Insgesamt brachte er es auf 61 Einsätze, 21 in der ersten und 40 in der zweiten Mannschaft. Neben seiner Standardposition im Outfield spielte Kepler auch drei Mal als Pitcher für die Legionäre. Hierbei kassierte er in sechs Innings keinen einzigen Run.
2011 wurde er mit den Legionären Deutscher Baseballmeister durch einen 3:2-Erfolg in der Finalserie der Bundesligasaison 2011 gegen die Paderborn Untouchables. Kepler kam nur in den Play-offs zum Einsatz und erzielte dort in fünf Partien drei Runs und steuerte einen RBI zum Erfolg seines Teams bei.

### Minor-League-Laufbahn bei den Minnesota Twins

#### 2009–2012
Im Jahr 2009 unterschrieb Kepler, der insgesamt sechzehn Angebote von MLB-Teams hatte, unter anderem von den New York Yankees, Boston Red Sox, Chicago Cubs und Philadelphia Phillies, einen Vertrag bei den Minnesota Twins. Er bekam alleine für seine Unterschrift bei den Twins einen sogenannten Signing-Bonus in Höhe von 800.000 US-Dollar. Dies war bis zum Jahr 2013 die höchste Summe, die jemals für einen Spieler außerhalb der USA oder Lateinamerika bezahlt wurde. Ab August 2009 lebte er in Fort Myers in Florida, wo er die High-School besuchte und ab der Spielzeit 2010 für die GCL Twins, das Rookie Level Team der Twins in der Gulf Coast League spielte. In seiner ersten Saison in den USA kam Kepler-Rozycki, der dort in offiziellen Statistiken und in Medienberichten regelmäßig nur unter dem Nachnamen Kepler geführt wird, 37 mal zum Einsatz und kam auf einen Schlagdurchschnitt von 28,6 %. Neben elf RBI und sechs Stolen Bases erzielte er zudem 15 eigene Runs.
Zur Saison 2011 wechselte er zu den Elizabethton Twins, einem anderen Rookie-Minor-League-Team der Minnesota Twins, welches in der Appalachian League spielt. Nach 50 Spielen, bei denen Kepler hauptsächlich als Left Fielder eingesetzt wurde, beendete er die Saison mit 24 RBI, zudem gelang ihm sein erster Home Run als Profi in den Minor Leagues.
Ursprünglich peilte Kepler nach eigenen Aussagen den Sprung in die Major Leagues zum Jahr 2014 an. In der Saison 2012 beließen ihn die Twins jedoch für ein weiteres Jahr in Elizabethton. Dort konnte er durch hervorragende Leistungen auf sich aufmerksam machen. Im Vergleich zur Vorsaison konnte er seinen Schlagdurchschnitt auf knapp unter 30 % steigern, erzielte in 59 Partien zehn Home Runs und 49 RBI und kam alleine acht Mal durch einen Hit by Pitch auf die erste Base.

#### 2013–2015
Im Jahr 2013 verhinderte zunächst eine Ellenbogenverletzung Keplers Einsatz. Erst Ende Juni konnte er wieder ins Spielgeschehen eingreifen. Die Minnesota Twins wiesen ihn ihrem Class A-Minor-League-Team Cedar Rapids Kernels zu, womit Kepler den nächsten Schritt auf der Karriereleiter erklomm. Diverse Experten zählten Kepler 2013 zu den zehn besten Nachwuchsspielern, die bei den Minnesota Twins unter Vertrag stehen. In den Ranglisten zum Saisonende 2013 konnte Kepler diese Platzierung behaupten. Im Anschluss an die reguläre Saison entsandten ihn die Twins in die Arizona Fall League, in der regelmäßig die größten Talente der Mannschaften zum Einsatz kommen. In Arizona spielte Kepler an der First Base für die Glendale Desert Dogs.
Im November 2013 beriefen die Minnesota Twins Kepler in ihren 40-Mann-Kader. Mit dieser strategischen Entscheidung gingen die Twins sicher, dass sie ihn nicht im Wege des Rule 5-Draft an ein anderes Team verlieren.
In der Saisonvorbereitung 2014 kam Kepler erstmals in der Profimannschaft der Minnesota Twins zum Einsatz. Er bestritt während des Spring Training insgesamt sieben Spiele als Outfielder und machte mit einem Schlagdurchschnitt von .500 (50 %) auf sich aufmerksam, bevor er am 9. März 2014 wieder einem Farmteam der Twins, diesmal den Fort Myers Miracle zugewiesen wurde. Mit diesem gewann er 2014 die Meisterschaft in der Class A-Advanced Florida State League. Anschließend nominierten die Twins Kepler wie schon im Vorjahr für die Arizona Fall League, wo er diesmal für die Salt River Rafters antrat. In 18 Spielen erzielte er dort einen respektablen Schlagdurchschnitt von .307.
Nachdem Kepler die Saison 2015 zunächst wiederum in Fort Myers begonnen hatte, „beförderten“ ihn die Twins schon nach wenigen Spielen. Seitdem war er für die Chattanooga Lookouts in der Spielklasse AA im Einsatz. Seine dort gezeigten Leistungen brachten ihm Ende Mai 2015 die Auszeichnung als „Twins-Minor-League-Spieler der Woche“ ein. Zudem wurde Kepler gleich zweimal zum Spieler der Woche der Southern League gewählt. Eine besondere Ehre wurde ihm im Juni 2015 zuteil, als er als erster deutscher Spieler für das Futures Game ausgewählt wurde, bei dem sich im Rahmen des MLB All-Star Game alljährlich die besten Nachwuchsspieler der MLB-Clubs messen. Aufgrund einer Verletzung konnte Kepler jedoch nicht an dem Spiel teilnehmen. Die Minor-League-Saison 2015 endete für Kepler sowohl mit einem Mannschaftserfolg als auch mit persönlichen Auszeichnungen: So errangen zum einen seine Chattanooga Lookouts den Meistertitel der Southern League, wobei Kepler mit insgesamt drei Home Runs in den Finalspielen entscheidend zu diesem Triumph beitragen konnte. Zum anderen wurde Kepler nicht nur zum wertvollsten Spieler seiner Liga und in das sämtliche Nachwuchsligen umfassende All-Star Team von Baseball America gewählt, sondern zugleich als bester Nachwuchsspieler der Minnesota Twins im Jahr 2015 ausgezeichnet.

### Major-League-Karriere

#### 2015–2016
Für den Endspurt im Rennen um die Playoff-Plätze wurde Kepler am 22. September 2015 von den Twins erstmals in deren Major-League-Mannschaft berufen. Am 27. September kam er zu seinem ersten Kurzeinsatz in der MLB, als er beim 7:1-Sieg bei den Detroit Tigers für Torii Hunter als Pinch Hitter eingewechselt wurde. Am 4. Oktober gelang ihm im Spiel gegen die Kansas City Royals, den späteren Sieger der World Series 2015, sein erster Hit. Kepler kam 2015 auf vier Einsätze in der American League, davon zwei von Beginn an.

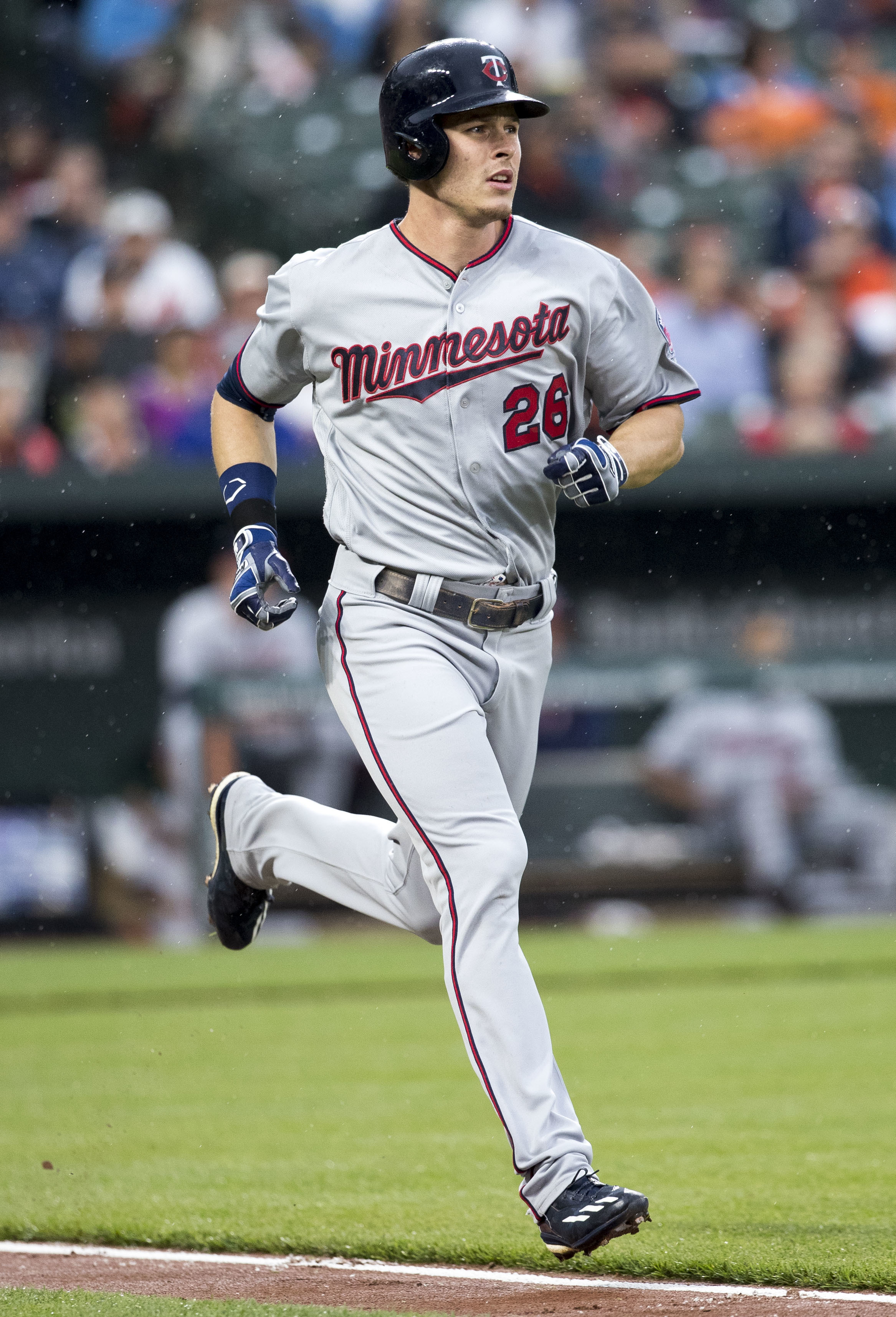
Max Kepler bei den Minnesota Twins im Jahr 2017.

Keplers hervorragende Leistungen bei den Chattanooga Lookouts in der Saison 2015 wurden auch von der Fachpresse anerkannt. So stufte ihn MLB.com als einen der fünfzig besten Nachwuchsspieler der MLB ein. Bei der entsprechenden Rangliste von Baseball America landete er gar auf Platz 30.
Für die Saison 2016 hatten die Twins vorgesehen, Kepler zunächst weiterhin behutsam aufzubauen. Zu diesem Zweck wurde er zum Ende des Frühjahrs-Trainingslagers in den Kader des klassenhöchsten Farmteams, der Rochester Red Wings, auf Triple-A Niveau entsandt. Für Rochester bestritt er allerdings lediglich zwei Spiele, bevor er am 9. April als Ersatz für den verletzten Danny Santana wieder ins Major-League-Team berufen wurde. Nach neun Einsätzen in der MLB wurde Kepler Ende April wieder zurück nach Rochester versetzt und kam dort 29 Mal zum Einsatz. Bereits am 31. Mai wurde Kepler aufgrund einer Verletzung von Miguel Sanó erneut in das Major-League-Team berufen.
Im zweiten Einsatz am 2. Juni gelangen ihm beim Heimsieg gegen die Tampa Bay Rays seine ersten zwei RBI in der Major League. Am 12. Juni 2016 schlug er im Heimspiel der Twins gegen die Boston Red Sox seinen ersten Home Run in der Major League, einen 3-Run-Walkoff-HR im 10. Inning, der den 7:4-Sieg über die Red Sox bedeutete. Es folgte Keplers erste Stolen Base am 19. Juni beim 7:4-Erfolg über die Yankees, bei dem er zudem zum ersten Mal drei Hits in einem Spiel erreichte. Am 2. Juli 2016 schlug Kepler beim 17:5-Sieg gegen die Texas Rangers erstmals zwei Home Runs in einem Spiel und erstmals einen Home Run gegen einen Linkshänder. Mit sieben RBI stellte er zudem einen neuen Franchise-Rekord der Twins für die meisten Runner Batted In eines Rookie in einem Spiel auf. Es folgte Keplers erster Grand Slam am 10. Juli 2016 beim 15:4-Heimsieg gegen die Texas Rangers. Gegen die Cleveland Indians gelangen ihm am 1. August 2016 erstmals drei Home Runs und insgesamt vier Hits in einem Spiel. Für seine Leistungen in der Woche vom 1. bis 7. August 2016 wurde Kepler erstmals, gemeinsam mit seinem Teamkollegen Joe Mauer, zum Spieler der Woche der American League ernannt.

#### 2017–2018
Im Jahr 2017 wurde Kepler erstmals ausschließlich im Major-League-Team der Twins eingesetzt. Dabei kam er in 147 Spielen auf einen Batting Average von .243 mit 19 Home Runs, 124 Hits und 69 RBIs. Die Minnesota Twins erreichten in diesem Jahr die Play-offs, verloren jedoch das Wildcard-Spiel gegen die New York Yankees am 3. Oktober 2017 mit 4:8. Kepler gelang dabei ein Double im ersten Inning.
Die Saison 2018 wurde im Vorfeld von einigen Sportmedien als mögliche Durchbruchs-Saison für Kepler betitelt. Zunächst gelang ihm auch eine deutliche Verbesserung, insbesondere gegen linkshändige Pitcher. Im weiteren Verlauf der Saison blieb Kepler jedoch hinter den Erwartungen der meisten Experten zurück und sein Batting Average pendelte sich – ebenso wie die meisten anderen Statistiken – etwa auf dem Niveau des Vorjahres ein. Lediglich beim Walk-Strikeout-Verhältnis (BB/K) zeigte sich eine klare Verbesserung. Mit 20 Home Runs übertraf er seinen Saisonrekord aus dem Vorjahr (19 Home Runs).

#### Seit 2019
Für die Saison 2019 unterschrieb Kepler bei den Minnesota Twins zunächst einen Einjahresvertrag für 3,125 Millionen Dollar. Medienberichten zufolge schloss der Spieler im Februar 2019 einen Fünfjahresvertrag im Wert von 35 Millionen Dollar mit den Twins ab. Der Deal wurde am 15. Februar 2019 bestätigt. Damit stieg Kepler mit einem Jahres-Grundgehalt von 7 Millionen US-Dollar auf Platz 3 der bestverdienenden deutschen Sportler in US-Sportligen vor Bastian Schweinsteiger (Platz 4 mit 6,1 Millionen) sowie nach Leon Draisaitl (Platz 2 mit 9 Millionen) und Dennis Schröder (Platz 1 mit 15,5 Millionen) auf. In der Woche vom 20. bis 26. Mai 2019 wurde Kepler mit einem Batting Average von .571, drei Home Runs und 10 RBI zum American League Spieler der Woche gewählt. Am 6. Juni 2019 gelangen ihm gegen die Cleveland Indians zum zweiten Mal in seiner Karriere drei Home Runs in einem Spiel. Am 19. Juni 2019 erzielte Kepler den entscheidenden Hit für einen Walk-Off-Sieg im 17. Inning gegen die Boston Red Sox. Beim Fanvoting für das MLB All-Star Game 2019 fehlten Kepler nur 138 Stimmen für einen Startplatz. Bereits vor der All-Star-Game-Pause setzte er zudem mit 21 Home Runs einen neuen persönlichen Saisonrekord. Im Juli 2019 war Kepler an mehreren Homerun-Rekorden der Twins beteiligt. Gegen den Cleveland-Indians-Pitcher Trevor Bauer schlug er innerhalb von zwei Spielen fünf Home Runs in fünf aufeinanderfolgenden At-Bats. Am 26. Juli 2019 schlug er den 200. Home Run der Minnesota Twins in der Saison 2019 und machte die Mannschaft damit zu dem Team, das diese Marke in der Geschichte der MLB am schnellsten in einer Saison erreichte. Mit seinem 33. Saison-Homerun brach er am 16. August 2019 den MLB-Rekord für in Europa geborene Spieler, den zuvor 68 Jahre lang der in Schottland geborene Outfielder Bobby Thomson innegehabt hatte. In der zweiten Hälfte der Saison verpasste Kepler verletzungsbedingt zahlreiche Spiele; darunter am 8. September wegen einer Brustverletzung sowie vom 14. bis 21. September sechs Spiele in Folge wegen einer Schulterverletzung.
In der Saison 2022 wurde Kepler von drei Spielen gegen die Toronto Blue Jays ausgeschlossen, weil er eine Impfung gegen COVID-19 verweigerte.

## Kritik
Während der Proteste im Mai und Juni 2020 in den gesamten Vereinigten Staaten infolge der Tötung des Afroamerikaners George Floyd durch einen weißen Polizisten postete er auf seinem Instagram-Profil ein Bild mit einer Atemschutzmaske der Organisation #BlueLivesMatter. Auf der Schutzmaske ist eine amerikanische Flagge auf schwarzem Stoff mit einer blauen Linie zu sehen. Dies ist das Symbol der #BlueLivesMatter-Initiative, die als reaktionäre Gegenbewegung zum Protest gegen die in den USA verbreitete Polizeigewalt gegen Afroamerikaner, der sogenannten #BlackLivesMatter-Bewegung, das Leben von Polizeibeamten in den Vordergrund stellt. Nach Kritik entschuldigte er sich für das Foto.